# Liste der Einträge im National Register of Historic Places im Phillips County (Colorado)

Lage des Phillips Countys in Colorado

Die Liste der Einträge im National Register of Historic Places im Phillips County in Colorado führt die Bauwerke und historischen Stätten im Phillips County auf, die in das National Register of Historic Places aufgenommen wurden.
Legende
| NRHP | Historic Place             |
| HD   | Historic District          |
| NHL  | National Historic Landmark |

| [ 2 ] | Name                                         | Bild                                 | Eintragsdatum                 | Lage                                                                                              | Ort     | Beschreibung                                                         |
| ----- | -------------------------------------------- | ------------------------------------ | ----------------------------- | ------------------------------------------------------------------------------------------------- | ------- | -------------------------------------------------------------------- |
| 1     | Evergreen Corner Rural Historic District     |                                      | 24. Dez. 2013 ID-Nr. 13000960 | Junction of County Roads 17 and 30 40° 38′ 36,8″ N, 102° 30′ 43,4″ W                              | Haxtun  |                                                                      |
| 2     | First National Bank of Haxtun                | First National Bank of Haxtun        | 1. Juli 1986 ID-Nr. 86001454  | 145 S. Colorado Ave. 40° 38′ 30″ N, 102° 37′ 42″ W                                                | Haxtun  |                                                                      |
| 3     | Hargreaves Homestead Rural Historic District |                                      | 3. Dez. 2013 ID-Nr. 13000873  | U.S. Route 385 zwischen County Roads 10 und 12 40° 30′ 19,1″ N, 102° 17′ 53,4″ W                  | Holyoke |                                                                      |
| 4     | Harms Farm                                   |                                      | 2. Feb. 2016 ID-Nr. 15001010  | County Road 21 zwischen County Roads 30 und 32 40° 38′ 50,7″ N, 102° 28′ 29″ W                    | Haxtun  |                                                                      |
| 5     | W.E. Heginbotham House                       | W.E. Heginbotham House               | 8. März 1988 ID-Nr. 88000170  | 539 S. Baxter 40° 34′ 50″ N, 102° 18′ 10″ W                                                       | Holyoke | heutige Bezeichnung: Heginbotham Library / Holyoke's public library. |
| 6     | Millage Farm Rural Historic District         | Millage Farm Rural Historic District | 3. Dez. 2013 ID-Nr. 13000874  | County Road 18 zwischen U.S. Route 385 und County Road 37 40° 33′ 19,7″ N, 102° 18′ 23,1″ W       | Holyoke |                                                                      |
| 7     | Oltjenbruns Farm                             |                                      | 2. Feb. 2016 ID-Nr. 15001011  | County Road 49, zwischen Colorado Highway 23 und County Road 34 40° 39′ 45,6″ N, 102° 12′ 14,5″ W | Amherst |                                                                      |
| 8     | Phillips County Courthouse                   | Phillips County Courthouse           | 28. Dez. 2007 ID-Nr. 07001306 | 221 Interocean Ave. 40° 35′ 2″ N, 102° 18′ 4″ W                                                   | Holyoke |                                                                      |
| 9     | Shirley Hotel                                | Shirley Hotel                        | 28. März 2002 ID-Nr. 02000263 | 101 S. Colorado Ave. 40° 38′ 32″ N, 102° 37′ 42″ W                                                | Haxtun  |                                                                      |